# Teratura cincta
Teratura cincta är en insektsart som först beskrevs av Bei-bienko 1962.  Teratura cincta ingår i släktet Teratura och familjen vårtbitare. Inga underarter finns listade i Catalogue of Life.